# Stendal
Stendal é uma cidade do Estado da Saxônia-Anhalt, Alemanha, capital do distrito de Stendal. Ela está localizada a 100 km NO de Berlin e 150 SE de Hanover.
É a cidade de nascimento do helenista Johann Joachim Winckelmann (Stendal, 9 de dezembro de 1717)

## História
A cidade foi fundada por Albrecht the Bear no século XII.
De 1949 até a Reunificação da Alemanha, em 1990, Stendal pertenceu a Alemanha Oriental.
Na Idade Média, Stendal era uma das cidades mais ricas do margraviato de Brandemburgo, e suas relíquias históricas mais preciosas datam deste período.

## Locais de Interesse

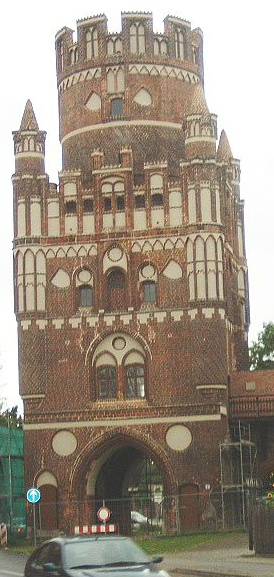
Uenglinger Tor

A Catedral de St. Nikolai, do gótico tardio, foi construída no período de 1423-1467, sobre os alicerces de uma igreja agostiniana românica. Entre seus pontos altos, destacam-se as janelas com vitrais no presbitério e no transepto.
A igreja de St. Marien, do gótico tardio do século XV, possui alguns elementos góticos originais, e as partes mais antigas da Rathaus (prefeitura) datam do século XIV.
Outras atrações incluem os restos dos muros da cidade, com uma bela torre, a Uenglinger Torturm.